# Roodsnedemycena
De roodsnedemycena (Mycena rubromarginata) is een paddenstoel uit de familie Mycenaceae. Hij leeft saprotroof op gevallen takken van loof- en naaldhout.

## Kenmerken

### Uiterlijke kenmerken
Hoed
De hoed heeft eend diameter van 1 tot 3 cm. De vorm is conisch tot parabolisch van vorm, na verloop van tijd vlakker. Het oppervlak is kaal, droog, transparant, gestreept, kleur variërend van licht grijsbruin tot donker grijsbruin, meestal met een roze of wijnrode tint (maar niet altijd). Het centrale deel van de hoed is donkerder, de randen zijn lichter, vaak heel licht.
Lamellen
De lamellen zijn oplopend, aan de zijkanten niet paarsachtig getint. In totaal zijn 15 tot 22 lamellen aan de steel gehecht met kleinere tussenlamellen ertussen. Hun kleur varieert van witachtig tot witgrijs. De bladen van de bladen zijn wijnroodbruin, roodbruin tot lichtbruin van kleur, waarbij de kleur meer uitgesproken is nabij de schacht.
Steel
De steel heeft een lengte van 1 tot 6 cm een dikte van 1 tot 2 mm. De vorm is cilindrisch en aan de onderkant iets verbreed. De steel is hol, recht of gebogen. Het oppervlak is grotendeels kaal en glanzend. Het heeft dezelfde kleur als de hoed, meestal met een wijnrode tint. Aan de basis bevinden zich dichte, witte myceliumfilamenten.
Geur
De roodsnedemycena heeft een zwakke geur.

### Microscopische kenmerken
De sporen zijn bijna bolvormig of breed eivormig, 9,2-13,4 × 6-9,4 μm groot, glad, amyloïde. De basidia zijn verdikt, 4-sporig, 28-34 μm groot. De cheilocystidia zijn spoelvormig tot bijna cilindrisch van vorm en meten 23-70 × 6,5-17 μm. Ze zijn in de top versmald en hebben lange halsen (lageniform). De pleurocystidia zijn afwezig. De hyfen in de lamellen hebben een diameter van 3-7 μm, eenvoudig of vertakt en dicht. De hyfen in de corticale laag van de steel hebben een diameter van 1,5-4 μm, zijn zwak vertakt en bedekt met gezwellen van 1-20 × 1-3 μm. Alle hyfen hebben gespen.

## Vergelijkbare soorten
De roodachtige lamelsnede zijn heel karakteristiek, maar er zijn verschillende paddenstoelen met gelijkgekleurde lamelsnedes:
- Geelsteelmycena (Mycena renati), heeft soms rode bladen, maar is gemakkelijk te onderscheiden omdat hij een lichtgele steel heeft.
- Stinkende roodsnedemycena (Mycena capillaripes), heeft de lamelwanden bedekt met roodbruine stippen (pleurocystidia).
- Purperbruine mycena (Mycena purpureofusca), heeft een meer violette of paarse kleur. Microscopisch: de toppen van de cheilocystidia zijn afgerond, de hyfen hebben geen gespen.
- Kleine bloedsteelmycena (Mycena sanguinolenta), bij het snijden stroomt er roodbruine vloeistof uit, deze is ook kleiner.
- Grote bloedsteelmycena (Mycena haematopus), bij het snijden stroomt er een donkere, roodbruine vloeistof uit

## Verspreiding
De paddenstoel komt voor in Noord-Amerika en Europa. Hij komt in Nederland matig algemeen voor.

## Ecologie
Hij groeit in zowel naald- als gemengde en loofbossen, op gevallen naalden, bladeren, houtfragmenten en schors van bomen, vooral naaldbossen. Hij produceert vruchtlichamen van juni tot november.

## Foto's

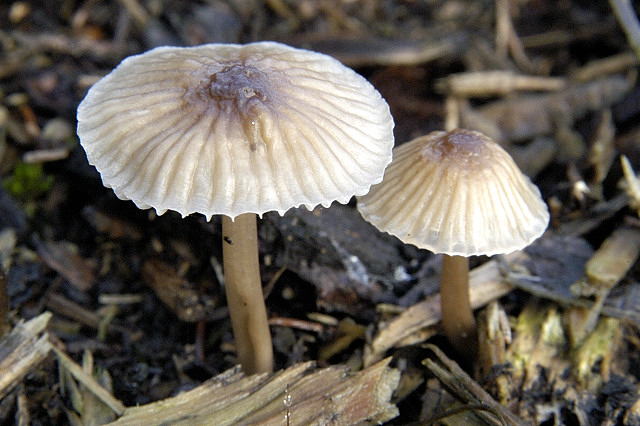
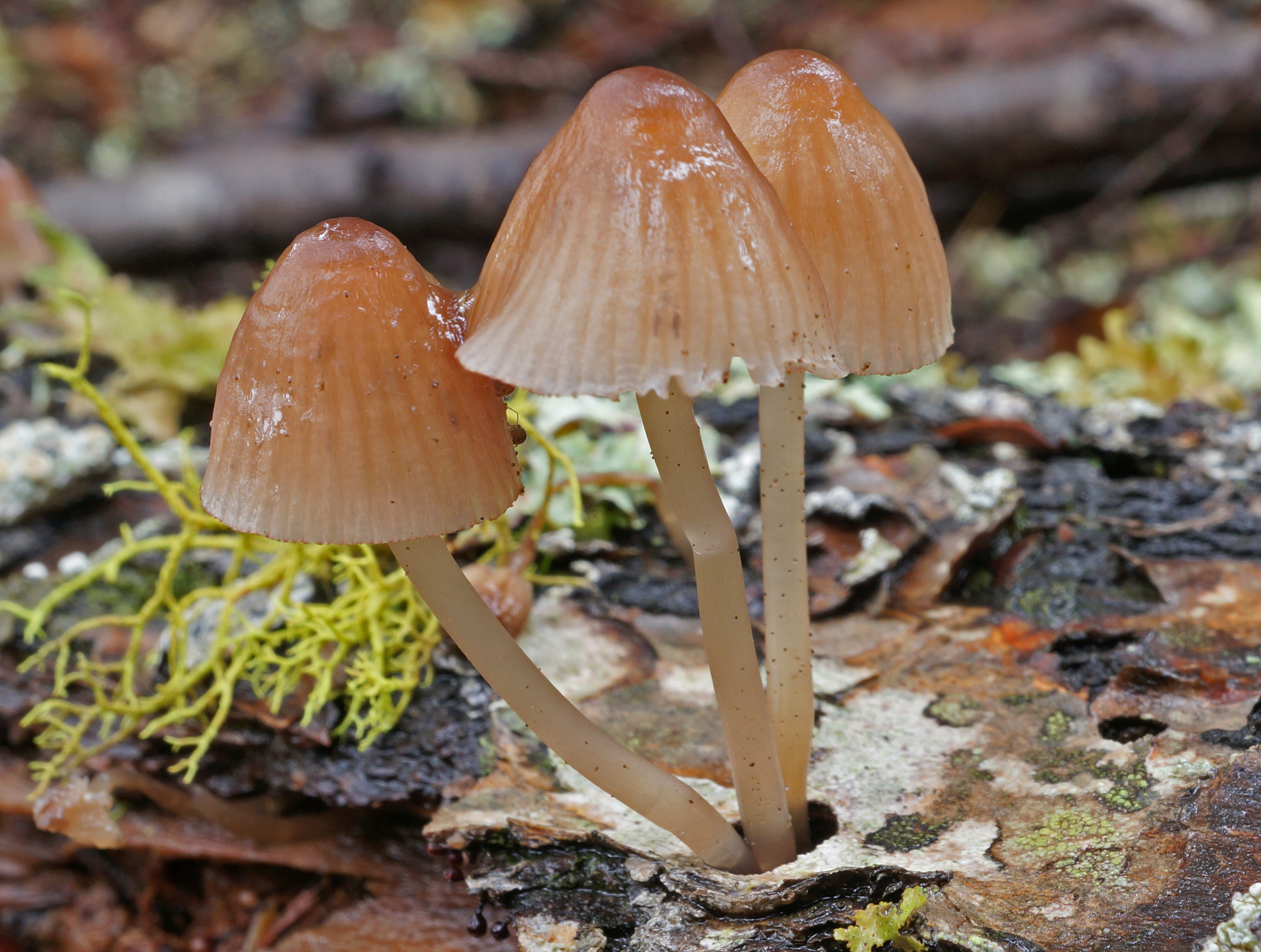